# Georges Gilles de la Tourette
Georges Gilles de la Tourette, född 30 oktober 1857, död 26 maj 1904, var en fransk neurolog. Den neurologiska sjukdomen Tourettes syndrom fick sitt namn efter honom, efter att han 1884 som första läkare dokumenterat de sjukdomsspecifika symptomten hos nio av sina patienter. Ursprungligen kallade han sjukdomen för "tics-sjukan" ("maladie des tics").